# Moulins-sur-Tardoire
Moulins-sur-Tardoire is een gemeente in het Franse departement Charente (regio Nouvelle-Aquitaine). De plaats maakt deel uit van het arrondissement Angoulême. Moulins-sur-Tardoire is op 1 januari 2019 ontstaan door de fusie van de gemeenten Rancogne en Vilhonneur. 
1. ↑  Populations de référence 2022.